# Zweckverband Schienenpersonennahverkehr Rheinland-Pfalz Nord

Ehemaliges Logo Zweckverband SPNV Rheinland-Pfalz Nord

Der Zweckverband mit seinem Sitz

Der Zweckverband Schienenpersonennahverkehr Rheinland-Pfalz Nord (kurz SPNV-Nord) ist seit 1997 der für den Schienenpersonennahverkehr zuständige Aufgabenträger im nördlichen Rheinland-Pfalz und wird von den dortigen Landkreisen und kreisfreien Städten, die zugleich die Mitglieder des Zweckverbands sind, getragen. Das Land ist Mitglied in beiden rheinland-pfälzischen SPNV-Zweckverbänden, dem Zweckverband Nord wie dem Zweckverband Süd. Die Zweckverbände übernehmen im Auftrag ihrer Mitglieder die Planung, Vergabe und das Controlling der Verkehrsleistungen auf der Schiene sowie für bestimmte, regional bedeutsame Buslinien. Sitz des SPNV-Nord ist Koblenz.

## Gebiet und Organisation
Die Zuständigkeit als Aufgabenträger für den SPNV hat der Zweckverband durch das rheinland-pfälzische Landesgesetz über den öffentlichen Personennahverkehr (Nahverkehrsgesetz – NVG).
Das Gebiet des Zweckverbands SPNV Nord umfasst folgende Landkreise und kreisfreie Städte (Gebietskörperschaften):
- Landkreis Ahrweiler
- Landkreis Altenkirchen (Westerwald)
- Landkreis Bernkastel-Wittlich
- Eifelkreis Bitburg-Prüm
- Landkreis Cochem-Zell
- Koblenz, kreisfreie Stadt
- Landkreis Mayen-Koblenz
- Landkreis Neuwied
- Rhein-Hunsrück-Kreis
- Rhein-Lahn-Kreis
- Trier, kreisfreie Stadt
- Landkreis Trier-Saarburg
- Landkreis Vulkaneifel
- Westerwaldkreis

Die Verbandsversammlung jedes Zweckverbands besteht aus je einer Vertreterin oder einem Vertreter der Verbandsmitglieder. Jeder Landkreis und jede kreisfreie Stadt hat je angegangene 50.000 Einwohner eine Stimme. Das Land Rheinland-Pfalz verfügt in jeder Verbandsversammlung über 40 v. H. der Gesamtheit der Stimmen aller Verbandsmitglieder.
Die Mitglieder wählen aus ihrer Mitte einen Verbandsvorsteher und einen stellvertretenden Verbandsvorsteher. Diese vertreten den Zweckverband nach außen. Verbandsvorsteher war bis Oktober 2021 der Landrat des Landkreises Ahrweiler Jürgen Pföhler.
Achim Hallerbach, Landrat des Landkreises Neuwied, wurde am 30. November 2021 auf der 67. Verbandsversammlung zum neuen Verbandsvorsteher gewählt. Sein Stellvertreter ist Andreas Kruppert, seit 1. Dezember 2021 Landrat im Eifelkreis Bitburg-Prüm ist. Er wurde am 23. Juni 2023 auf der 72. Verbandsversammlung gewählt.
Für die Wahrnehmung der laufenden Geschäfte des Zweckverbands sowie für die Vorbereitung und Durchführung der Beschlüsse der Verbandsversammlung werden bis zu zwei im Dienst des jeweiligen Zweckverbands stehende Verbandsdirektorinnen oder Verbandsdirektoren von der Verbandsversammlung bestellt. Jede Verbandsdirektorin und jeder Verbandsdirektor kann in Personalunion auch Geschäftsstellenleiterin oder Geschäftsstellenleiter einer regionalen Geschäftsstelle des Zweckverbands sein. Derzeitiger Amtsinhaber ist seit 2019 Thorsten Müller, welcher zuvor Geschäftsführer des Zweckverbands ÖPNV Vogtland war. Die stellvertretende Verbandsdirektorin ist seit November 2023 Julia Portugall. Sie ist damit Stellvertreterin von Verbandsdirektor Thorsten Müller.
Tariflich sind auf dem Gebiet des Zweckverbands die Verkehrsverbünde Verkehrsverbund Rhein-Mosel (VRM) sowie Verkehrsverbund Region Trier (VRT) tätig.

## Leistungsangebot und Verkehrsunternehmen
Das 11.355 Quadratkilometer große Gebiet des Zweckverbands besitzt etwa 800 Kilometer im SPNV bediente Bahnstrecken mit rund 200 Bahnhöfen und Haltepunkten. 
Für das Jahr 2025 wurden durch den Zweckverband rund 18,1 Millionen Zugkilometer auf diesem Streckennetz bestellt. Im regionalen Busverkehr beläuft sich das Bestellvolumen auf rund 23,82 Millionen Buskilometer im Jahr 2025. Dies sind die bestellten Leistungen und damit SOLL-Zahlen. Dabei wird für jeden Verkehrsvertrag eine eigene Kalkulation erstellt und fortgeschrieben. Aus der Angebotsplanung ergibt sich die Entwicklung der Menge, also Zug- oder Buskilometer. Für das Jahr 2026 sind rund 19,04 Millionen Zugkilometer bestellt und 25,13 Millionen Buskilometer.
Der Haushalt des SPNV-Nord umfasste im Jahr 2024 ein Volumen von rund 280 Millionen Euro.
Insgesamt sind im Jahr 2025 zwanzig Verkehrsverträge im Zuständigkeitsbereich des SPNV-Nord. Im SPNV sind für den Zweckverband im Jahr 2025 folgende Eisenbahnverkehrsunternehmen tätig:
- Chemins de Fer Luxembourgeois (CFL)
- DB Regio Mitte
- DB Regio NRW
- Hessische Landesbahn (HLB)
- National Express (NX)
- SCNF
- Transdev
- VIAS (VIA)
- Vlexx
- Westerwaldbahn GmbH (WEBA)